# Campionati mondiali di trampolino elastico 2019
I Campionati mondiali di trampolino elastico 2019 sono stati la 34ª edizione della competizione organizzata dalla Federazione Internazionale di Ginnastica. Si sono svolti all'Ariake Gymnastics Centre di Tokyo, in Giappone, dal 28 novembre al 1º dicembre 2019. Questa edizione è servita anche a determinare una quota di atleti qualificati alle Olimpiadi di Tokyo 2020, garantendo l'accesso alle nazioni degli otto finalisti delle competizioni individuali.

## Medagliere
| Posiz. | Nazione       | Oro | Argento | Bronzo | Totale |
| ------ | ------------- | --- | ------- | ------ | ------ |
| 1      | Russia        | 5   | 3       | 4      | 12     |
| 2      | Giappone      | 4   | 1       | 0      | 5      |
| 3      | Gran Bretagna | 2   | 4       | 1      | 7      |
| 4      | Stati Uniti   | 1   | 3       | 3      | 7      |
| 5      | Bielorussia   | 1   | 2       | 0      | 3      |
| 6      | Cina          | 1   | 1       | 2      | 4      |
| 7      | Svezia        | 1   | 0       | 0      | 1      |
| 8      | Nuova Zelanda | 0   | 1       | 0      | 1      |
| 9      | Canada        | 0   | 0       | 3      | 3      |
| 10     | Francia       | 0   | 0       | 1      | 1      |
| 10     | Portogallo    | 0   | 0       | 1      | 1      |
| Totale | Totale        | 15  | 15      | 15     | 45     |

## Podi

### Uomini
| Evento                          | Oro                                                                              | Argento                                                                  | Bronzo                                                                         |
| Individuale                     | Gao Lei                                                                          | Ivan Litvinovich                                                         | Dong Dong                                                                      |
| Trampolino a squadre            | Bielorussia Uladzislau Hancharou Ivan Litvinovich Aleh Rabtsau Aliaksei Dudarau* | Cina Tu Xiao Dong Dong Gao Lei Yan Langyu*                               | Russia Mikhail Melnik Andrej Judin Dmitrij Ušakov Nikita Fedorenko*            |
| Sincronizzato                   | Giappone Katsufumi Tasaki Ginga Munetomo                                         | Bielorussia Aleh Rabtsau Uladzislau Hancharou                            | Russia Mikhail Melnik Sergei Azarian                                           |
| Doppio minitrampolino           | Michail Zalomin                                                                  | Ruben Padilla                                                            | Alexander Renkert                                                              |
| Doppio minitrampolino a squadre | Russia Andrei Gladenkov Michail Zalomin Vasilii Makarskii Aleksandr Odintsov*    | Stati Uniti Alexander Renkert Ruben Padilla Simon Smith Noah Orr*        | Portogallo Diogo Costa João Caeiro Tiago Romão Diogo Cabral*                   |
| Tumbling                        | Aleksandr Lisitsyn                                                               | Elliott Browne                                                           | Kaden Brown                                                                    |
| Tumbling a squadre              | Gran Bretagna Kristof Willerton Elliott Browne Jaydon Paddock Dominic Mensah*    | Russia Aleksandr Lisitsyn Maxim Shlyakin Vadim Afanasev Maksim Riabikov* | Stati Uniti Alexander Renkert Haydn Fitzgerald Kaden Brown Brandon Krzynefski* |

### Donne
| Evento                          | Oro                                                                         | Argento                                                                          | Bronzo                                                                       |
| Individuale                     | Hikaru Mori                                                                 | Chisato Doihata                                                                  | Rosannagh MacLennan                                                          |
| Trampolino a squadre            | Giappone Chisato Doihata Reina Satake Hikaru Mori Megu Uyama*               | Gran Bretagna Laura Gallagher Isabelle Songhurst Bryony Page Katherine Driscoll* | Canada Sophiane Methot Samantha Smith Sarah Milette Rosannagh MacLennan*     |
| Sincronizzato                   | Giappone Yumi Takagi Ayano Kishi                                            | Russia Susana Kochesok Anna Kornetskaya                                          | Canada Samantha Smith Rachel Tam                                             |
| Doppio minitrampolino           | Lina Sjöberg                                                                | Bronwyn Dibb                                                                     | Aleksandra Bonartseva                                                        |
| Doppio minitrampolino a squadre | Stati Uniti Kayttie Nakamura Kiley Lockett Tristan van Natta Sydney Senter* | Gran Bretagna Kim Beattie Ruth Shevelan Kirsty Way Bethany Williamson*           | Russia Galina Begim Aleksandra Bonartseva Polina Troianova Alina Khristenko* |
| Tumbling                        | Viktoriia Danilenko                                                         | Shanice Davidson                                                                 | Megan Kealy                                                                  |
| Tumbling a squadre              | Gran Bretagna Shanice Davidson Aimee Antonius Megan Kealy Kaitlin Lafferty* | Russia Elina Stepanova Elena Krasnokutckaia Viktoriia Danilenko Irina Silicheva* | Francia Émilie Wambote Léa Callon Marie Deloge Isma Laanaya*                 |

### Misto
| Evento                      | Oro | Argento | Bronzo |
| Concorso generale a squadre | Russia Vadim Afanasev Sergei Azarian Vera Beliankina Viktoriia Danilenko Susana Kochesok Anna Kornetskaya Mikhail Melnik Polina Troianova Dmitrij Ušakov Michail Zalomin | Stati Uniti Nicole Ahsinger Kaden Brown Eve Doudican Jeffrey Gluckstein Ellen Heinen Kayttie Nakamura Ruben Padilla Aliaksei Shostak Tristan van Natta | Cina Fan Xinyi Fang Lulu Feng Baoyi Gao Lei Huang Yanfei Liu Hui Wang Xiaoyin Yan Langyu Zhang Xuan Zhang Zhenqian |